# Apobaeus insularis
Apobaeus insularis är en stekelart som först beskrevs av Dmitriy Alekseevich Ogloblin 1957.  Apobaeus insularis ingår i släktet Apobaeus och familjen Scelionidae. Inga underarter finns listade i Catalogue of Life.